# Monika Panajotowa

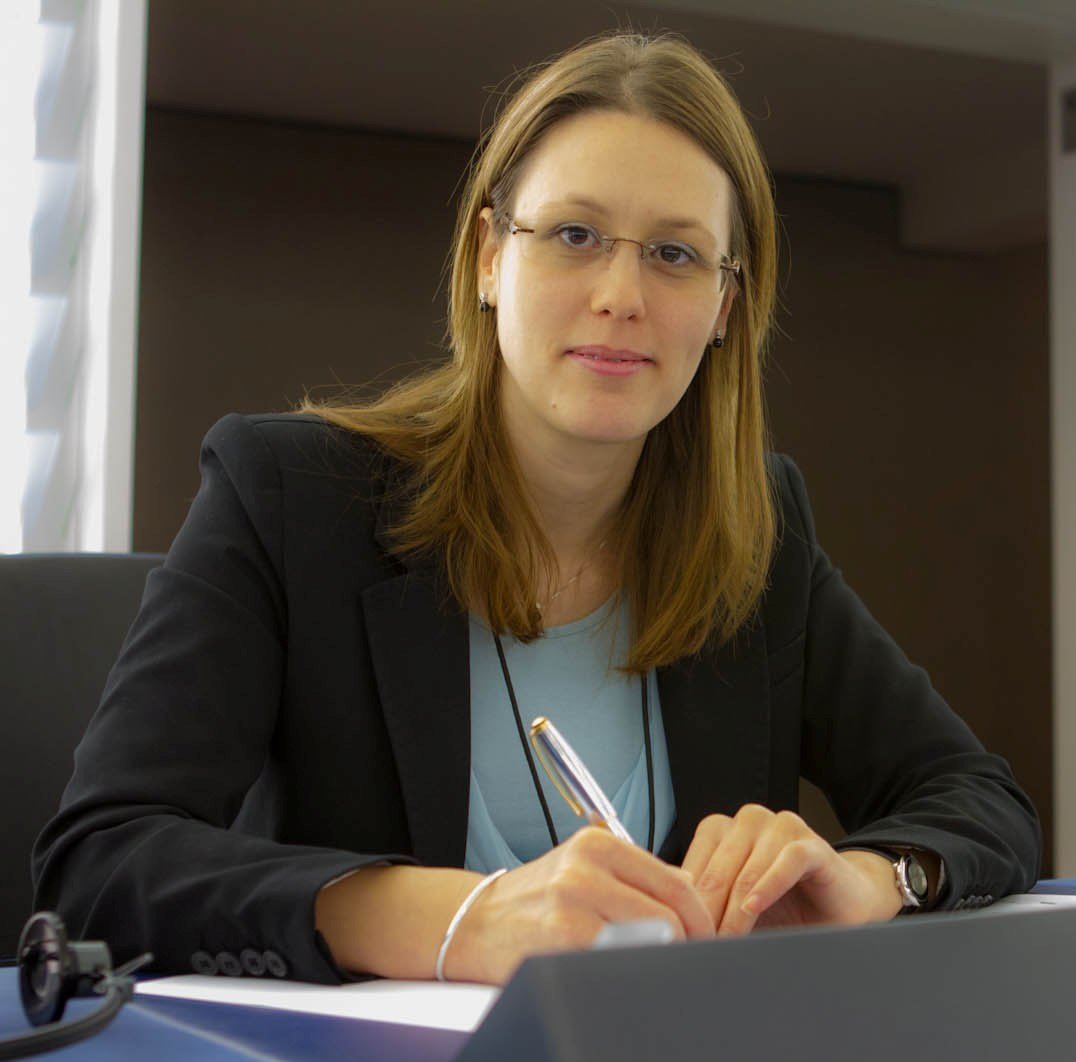
Monika Panajotowa (2012)

Monika Chans Panajotowa (bulgarisch Моника Ханс Панайотова; * 19. August 1983 in Sofia) ist eine bulgarische Politikerin der GERB.

## Leben
Panajotowa war Abgeordnete in der Narodno Sabranie. Panajotowa ist am 6. Dezember 2012 in das Europäische Parlament nachgerückt.